# Johann Elias Schlegel
Pour les articles homonymes, voir Schlegel.
Johann Elias Schlegel, né le 17 janvier 1719 à Meissen, en électorat de Saxe, mort le 13 août 1749 à Sorø, au Danemark, est un poète allemand.

## Biographie
Johann Elias Schlegel fait des études à l'école de Pforta, puis à Leipzig, où il suit les cours de Gottsched, avec lequel il se lie. En 1743, secrétaire privé de l'ambassadeur de Saxe, il accompagne celui-ci à Copenhague. Cinq ans plus tard, il est nommé professeur à la récente Académie de Sorö nouvellement fondée, où il meurt l'année suivante à l'âge de 30 ans. 
Il est le frère de :
- Johann Heinrich Schlegel (1724-1780), professeur d'histoire à Copenhague, et auteur d'une Histoire des rois de Danemark de la maison d'Oldenbourg (1771-1776), et
- Johann Adolf Schlegel (1721-1793), poète et pasteur allemand.

## Œuvres
Un des premiers partisans de Shakespeare en Allemagne, Johann-Elias a publié des poèmes et un grand nombre de comédies, qui lui valent les éloges de Moses Mendelssohn et de Lessing, dont :  
- Hermann (1741), tragédie consacrée à la figure historique d'Arminius,
- Le Triomphe des femmes,
- Une beauté muette.

Ses Œuvres ont été réunies en cinq volumes, lors de leur édition à Leipzig en 1761-1770 par son frère Johann Heinrich.